# Tribunal Permanente de Justiça Internacional
O Tribunal Permanente de Justiça Internacional, ou Corte Permanente de Justiça Internacional, por vezes referido por Tribunal Mundial, foi um tribunal de jurisdição internacional criado em 1921 no seio da Liga das Nações, iniciando as suas deliberações em 1922. O Tribunal foi instalado no Palácio da Paz, na Haia, tendo cessado a sua actividade em 1940, em resultado da tomada daquela cidade pelas forças da Alemanha Nazi, mas foi apenas formalmente extinto em 1946. Entre 1922 e 1940, o Tribunal deliberou sobre 38 processos de contencioso entre Estados e emitiu 27 recomendações. O Tribunal foi sucedido em 1946 pelo Tribunal Internacional de Justiça, criado no contexto da Organização das Nações Unidas.

## Lista de Presidentes do Tribunal (1921-1946)
- Bernard Loder (Países Baixos) 1921–1924
- Hans Max Huber (Suíça) 1925–1927
- Dionisio Anzilotti (Itália) 1928–1930
- Mineichiro Adachi (Japão) 1931–1934
- Sir Cecil Hurst (Reino Unido) 1934–1936
- José Gustavo Guerrero (El Salvador) 1936–1949

## Juízes brasileiros
- Ruy Barbosa (1849-1923) — juiz eleito na Corte, mas não assumiu;
- Epitácio Lindolfo da Silva Pessoa (1865-1942) — juiz na Corte no período 1921-1930.

## Juízes portugueses
- José Caeiro da Mata (1877-1963) — Juiz no período 1931 a 1945;

## Processos julgados e recomendações emitidas
Entre 1922 e o seu encerramento em 1940, aquando da invasão dos Países Baixos, o Tribunal Permanente de Justiça Internacional (TPJI) produziu 29 sentenças referentes a disputas entre Estados (Série A) e emitiu 27 opiniões de carácter consultivo (Série B). A partir de 1931 todas decisões do TPJI, qualquer que fosse a sua natureza, foram incluídas numa série única (Série A/B), com numeração consecutiva.

### Série A
| Número | Processo                                                                   |
| A01    | S.S. "Wimbledon"                                                           |
| A02    | Mavrommatis Palestine Concessions                                          |
| A03    | Treaty of Neuilly‚ Article 179‚ Annex‚ Paragraph 4 (Interpretation)        |
| A04    | Interpretation of Judgment No.3                                            |
| A05    | Mavrommatis Jerusalem Concessions                                          |
| A06    | Certain German Interests in Polish Upper Silesia (Preliminary Objections)  |
| A07    | Certain German Interests in Polish Upper Silesia (Merits)                  |
| A08    | Denunciation of the Treaty of 2 November 1865 between China and Belgium    |
| A09    | Factory at Chorzów (Jurisdiction)                                          |
| A10    | "Lotus"                                                                    |
| A11    | Readaptation of the Mavrommatis Jerusalem Concessions (Jurisdiction)       |
| A12    | Factory at Chorzów (Indemnities)                                           |
| A13    | Interpretation of Judgments Nos. 7 and 8 (Factory at Chorzów)              |
| A14    | Denunciation of the Treaty of 2 November 1865 between China and Belgium    |
| A15    | Rights of Minorities in Upper Silesia (Minority Schools)                   |
| A16    | Denunciation of the Treaty of 2 November 1865 between China and Belgium    |
| A17    | Factory at Chorzów (Merits)                                                |
| A18    | Denunciation of the Treaty of 2 November 1865 between China and Belgium    |
| A19    | Factory at Chorzów                                                         |
| A20    | Serbian Loans                                                              |
| A21    | Brazilian Loans                                                            |
| A22    | Free Zones of Upper Savoy and the District of Gex                          |
| A23    | Territorial Jurisdiction of the International Commission of the River Oder |
| A24    | Free Zones of Upper Savoy and the District of Gex (second phase)           |

### Série B
| Número | Processo |
| B01    | Designation of the Workers’ Delegate for the Netherlands at the Third Session of the International Labour Conference           |
| B02    | Competence of the ILO in regard to International Regulation of the Conditions of the Labour of Persons Employed in Agriculture |
| B03    | Competence of the ILO to Examine Proposal for the Organization and Development of the Methods of Agricultural Production       |
| B04    | Nationality Decrees Issued in Tunis and Morocco                                                                                |
| B05    | Status of Eastern Carelia |
| B06    | German Settlers in Poland |
| B07    | Acquisition of Polish Nationality                                                                                              |
| B08    | Jaworzina |
| B09    | Monastery of Saint-Naoum |
| B10    | Exchange of Greek and Turkish Populations                                                                                      |
| B11    | Polish Postal Service in Danzig                                                                                                |
| B12    | Interpretation of Article 3‚ Paragraph 2‚ of the Treaty of Lausanne                                                            |
| B13    | Competence of the ILO to Regulate Incidentally the Personal Work of the Employer                                               |
| B14    | Jurisdiction of the European Commission of the Danube                                                                          |
| B15    | Jurisdiction of the Courts of Danzig                                                                                           |
| B16    | Interpretation of the Greco-Turkish Agreement of 1 December 1926 (Final Protocol‚ Article IV)                                  |
| B17    | Greco-Bulgarian "Communities"                                                                                                  |
| B18    | Free City of Danzig and ILO |

### Série A/B
| Número | Processo                                                                                                 |
| A/B40  | Access to German Minority Schools in Upper Silesia                                                       |
| A/B41  | Customs Regime between Germany and Austria                                                               |
| A/B42  | Railway Traffic between Lithuania and Poland                                                             |
| A/B43  | Access to‚ or Anchorage in‚ the port of Danzig‚ of Polish War Vessels                                    |
| A/B44  | Treatment of Polish Nationals and Other Persons of Polish Origin or Speech in the Danzig Territory       |
| A/B45  | Interpretation of the Greco-Bulgarian Agreement of 9 December 1927                                       |
| A/B46  | Free Zones of Upper Savoy and the District of Gex                                                        |
| A/B47  | Interpretation of the Statute of the Memel Territory                                                     |
| A/B48  | Legal Status of the South-Eastern Territory of Greenland                                                 |
| A/B49  | Interpretation of the Statute of the Memel Territory                                                     |
| A/B50  | Interpretation of the Convention of 1919 concerning Employment of Women during the Night                 |
| A/B51  | Delimitation of the Territorial Waters between the Island of Castellorizo and the Coasts of Anatolia     |
| A/B52  | Prince von Pless Administration                                                                          |
| A/B53  | Legal Status of Eastern Greenland                                                                        |
| A/B54  | Prince von Pless Administration                                                                          |
| A/B55  | Legal Status of the South-Eastern Territory of Greenland                                                 |
| A/B56  | Appeals from Certain Judgments of the Hungaro/Czechoslovak Mixed Arbitral Tribunal                       |
| A/B57  | Prince von Pless Administration                                                                          |
| A/B58  | Polish Agrarian Reform and German Minority                                                               |
| A/B59  | Prince von Pless Administration                                                                          |
| A/B60  | Polish Agrarian Reform and German Minority                                                               |
| A/B61  | Appeal from a Judgment of the Hungaro/Czecoslovak Mixed Arbitral Tribunal (The Peter Pázmány University) |
| A/B62  | Lighthouses case between France and Greece                                                               |
| A/B63  | Oscar Chinn                                                                                              |
| A/B64  | Minority Schools in Albania                                                                              |
| A/B65  | Consistency of Certain Danzig Legislative Decrees with the Constitution of the Free City                 |
| A/B66  | Pajzs‚ Czáky‚ Esterházy                                                                                  |
| A/B67  | Losinger                                                                                                 |
| A/B68  | Pajzs‚ Czáky‚ Esterházy                                                                                  |
| A/B69  | Losinger                                                                                                 |
| A/B70  | Diversion of Water from the Meuse                                                                        |
| A/B71  | Lighthouses in Crete and Samos                                                                           |
| A/B72  | Borchgrave                                                                                               |
| A/B73  | Borchgrave                                                                                               |
| A/B74  | Phosphates in Morocco                                                                                    |
| A/B75  | Panevezys-Saldutiskis Railway                                                                            |
| A/B76  | Panevezys-Saldutiskis Railway                                                                            |
| A/B77  | Electricity Company of Sofia and Bulgaria                                                                |
| A/B78  | Société Commerciale de Belgique                                                                          |
| A/B79  | Electricity Company of Sofia and Bulgaria                                                                |
| A/B80  | Electricity Company of Sofia and Bulgaria                                                                |